# Kramer X4
Pour les articles homonymes, voir Kramer.

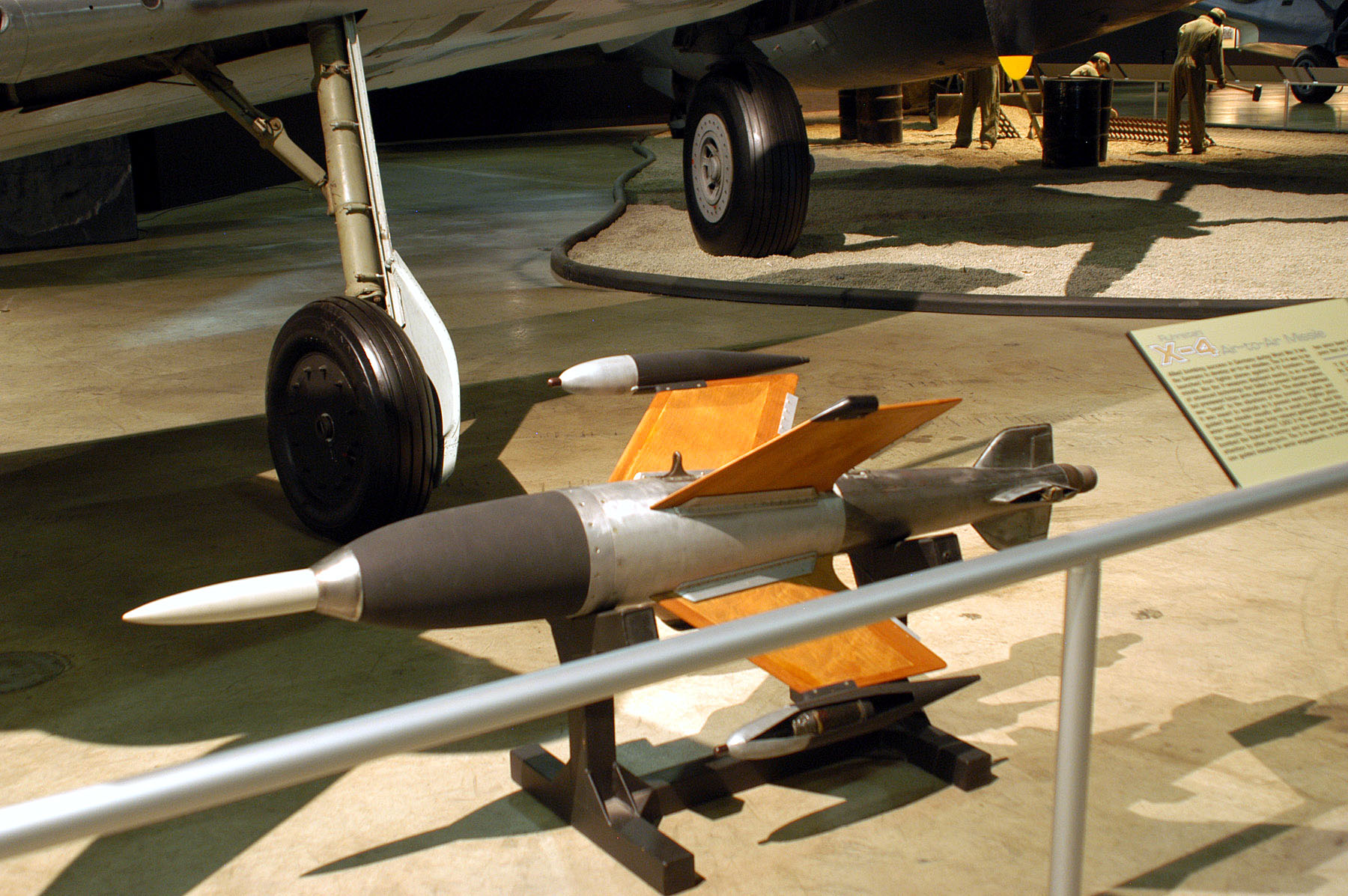
La fusée Kramer X4 exposée au musée national de l'US Air Force.

Le Kramer X4 (aussi connue sous le nom de code RK 344 pour Ruhrstahl-Kramer, à Bielefeld-Brackwede) était un missile air-air développé en Allemagne par Max Kramer pendant la Seconde Guerre mondiale. Sa conception débuta en 1943 et à la fin de la guerre, environ 1 300 exemplaires avaient été fabriqués.

## Caractéristiques
Il était destiné à permettre aux chasseurs d'attaquer les bombardiers alliés à partir d'une distance de sécurité impossible à atteindre avec les armes de bord conventionnelles (canons et mitrailleuses). Il était filoguidé par le pilote du chasseur au moyen de deux fils se dévidant. Les bobines de câble de (5 500 m de long et épais de 0,2 mm) étaient intégrées dans des nacelles carénées situées aux extrémités de deux des quatre ailettes. Pour améliorer la stabilité de la trajectoire, la fusée avait une période de rotation de 60 tr/min autour de son axe longitudinal. Un dispositif automatique convertissait les signaux de commande en débattements de gouvernes en tenant compte de la rotation. Le pilote dirigeait la fusée en la maintenant alignée sur la cible en se servant de dispositifs pyrotechniques traçants disposés aux extrémités des deux autres ailettes pour la suivre dans l'obscurité. Lorsque le missile était en vol libre, le pilote faisait, grâce à un petit manche, les corrections nécessaires pour amener le missile sur la cible ou au moins à quelques mètres. Un système de guidage terminal devait prendre le relais jusqu'à l'impact sur la cible. Si le missile passait quelques mètres à côté, une fusée de proximité acoustique de type « Kranich » ou « Meise » devait le faire exploser.
Le Kramer X4 était essentiellement réalisé en aluminium avec certaines parties en contreplaqué. L'explosion était activée par des détonateurs acoustiques réagissant au bruit des avions visés. Le moteur utilisait un mélange de R-Stoff et d'acide nitrique et pouvait fonctionner pendant 22 secondes.
Les essais se firent à partir d'un Focke-Wulf Fw 190 V69, de trois FW-190 F8 (un missile sous chaque aile), et de Junkers Ju 88 et Ju 388. Bien qu'il commença à être construit en série, il ne connut pas le combat. Le premier tir en vol sous Fw 190 eut lieu le 11 avril 1944. Geoffrey Salisbury écrit dans son livre "Yesterday's Flight Path" (édition MINERVA PASS,  (ISBN 1 85863 189 0),)  à la page 75 : "...Le silence régna, mais pas pour longtemps. Nous étions suivis par un missile guidé, chose extrêmement rare à l'époque. ..." Grâce a 2 manœuvres invitantes, cabré max suivi d'un piquet max, il écrit: " ...Nous avons plongé et le missile a piqué à son tour. C'était étrange... Puis le missile explosa à bonne distance de notre queue..." Il ne pouvait s'agir que d'un KRAMER X4. Ce livre raconte le dernier vol de Geoffrey Salisbury  le 29 juin 1944 en HALIFAX abattu par la chasse de nuit allemande au NO de Reims. (https://francecrashes39-45.net/page_fiche_av.php?id=1361) 
Le principe (amélioré[réf. souhaitée]) de filoguidage de ce missile se retrouve dans les missiles antichar franco-allemands HOT et Milan.
La fusée exposée au Deutsches Museum à Munich a été prêtée par le Smithsonian Institution de Washington.